# Collectie Lanz
De Collectie Lanz is een nog deels intacte kunstverzameling van de Zwitserse chirurg Otto Lanz (1865-1935), die vanaf 1902 in Amsterdam woonde en werkte. 

## Toelichting
Afkomstig van Zwitserland en na een vorming tot arts in Berlijn werd Otto Lanz in 1902 hoogleraar plastische chirurgie aan de Amsterdamse Gemeente Universiteit. Lanz was destijds ook een gedreven verzamelaar van Italiaanse kunst uit de Renaissance. Tijdens de oorlogsjaren werd de collectie bestaande uit ruim 430 schilderijen, beelden en meubelen in bewaring gegeven aan het Rijksmuseum en in augustus 1940 daar tentoongesteld.
De weduwe Lanz verkocht in 1941 onder dwang en met grote tegenzin deze collectie ver onder de werkelijke waarde aan de Duitse bezetter voor de som van 2 miljoen Zwitserse franken en 350 duizend gulden. De verkoop kwam tot stand door Hitlers kunstadviseur Posse met de bedoeling een onderkomen te vinden in Hitlers geplande centrale kunstmuseum te Linz, de Linzer Sammlung. Deze transactie is een van de vele gedwongen verkopen in het kader van de grootscheepse kunstroof in de bezette gebieden door de nazi's en valt dus onder de categorie roofkunst.
Na de oorlog geraakte de collectie verspreid en kwam de collectie gedeeltelijk terug naar Nederland en vond zijn plaats in het Rijksmuseum Amsterdam en het Bonnefantenmuseum te Maastricht. 